# Ерицян, Александр Давидович
Алекса́ндр Дави́дович Ериця́н (Ери́цов) (арм. Ալեքսանդր Դավթի Երիցյան; 24 октября 1841, Тифлис — 21 февраля 1902, Тифлис) — армянский писатель, историк, арменовед.

## Биография
Родился 24 октября 1841 года в Тифлисе (ныне — Тбилиси) в семье царского чиновника. Родители родом из села Санаин. Начальное образование начал получать с 1851 года в школе Нерсисян, однако в скором времени оставляет её, обучаясь в 1854 году в пансионе Ереспохяна, а затем переходит в Тифлисскую гимназию, которую также вынужден покинуть в шестом классе из-за бронхита. Несмотря на отсутствие университетского образования, занимаясь самообразованием, Ерицян в скором времени становится хорошо образованным человеком.
В качестве работы Алеександр Ерицян выбирает государственную службу, одновременно занимаясь литературой. Редактировал журнал «Кавказская старина», опубликовал ряд статей в «Новом Обозрении», «Кавказском вестнике», «Трудах» V археологического съезда (о секте тандракских армян), «Протоколах» подготовительной комиссии этого съезда («Татевский монастырь», «Смерть и погребальные обычаи у армян») и др. русских и армянских газетах и журналах.
Похоронен в Пантеоне Ходживанка в Тбилиси.